# Добрівська сільська рада (Сімферопольський район)
До́брівська сільська́ ра́да — адміністративно-територіальна одиниця та орган місцевого самоврядування в Сімферопольському районі Автономної Республіки Крим. Адміністративний центр — село Добре.

## Загальні відомості
- Населення ради: 20 485 осіб (станом на 2001 рік)

## Населені пункти
Сільській раді були підпорядковані населені пункти:
- с. Добре
- с. Андрусове
- с. Зарічне
- с. Краснолісся
- с. Лозове
- с. Мраморне
- с. Перевальне
- с. Петропавлівка
- с. Джолман
- с. Привільне
- с. Ферсманове
- с. Чайковське

## Склад ради
Рада складалася з 36 депутатів та голови.
- Голова ради: Буданов Ігор Вікторович
- Секретар ради: Чунгурова Олена Веніаміновна

### Керівний склад попередніх скликань
| Прізвище, ім'я, по батькові | Основні відомості                                                         | Дата обрання | Дата звільнення |
| --------------------------- | ------------------------------------------------------------------------- | ------------ | --------------- |
| Калужин Генадій Андрійович  | Сільський голова, 1955 року народження, безпартійний                      | 26.03.2006   | 31.10.2010      |
| Буданов Ігор Вікторович     | Сільський голова, 1976 року народження, освіта вища, член Партії регіонів | 31.10.2010   |                 |

Примітка: таблиця складена за даними сайту Верховної Ради України

### Депутати
За результатами місцевих виборів 2010 року депутатами ради стали:

#### За суб'єктами висування
| Суб'єкт висування | Кількість обраних депутатів | %    |
| ----------------- | --------------------------- | ---- |
| Партія регіонів   | 22                          | 61,1 |
| Самовисування     | 14                          | 38,9 |

#### За округами
| № округу        | Прізвище, ім'я, по батькові        | Дата визнання обраним | Освіта  | Партійна приналежність                        | Відомості про обраного депутата                                                |
| --------------- | ---------------------------------- | --------------------- | ------- | --------------------------------------------- | ------------------------------------------------------------------------------ |
| Партія регіонів |                                    |                       |         |                                               |                                                                                |
| 2               | Малков Віталій Миколайович         | 03.11.2010            | вища    | член Партії регіонів                          | пенсіонер                                                                      |
| 3               | Коняга Віктор Вікторович           | 03.11.2010            | середня | член Партії регіонів                          | приватний підприємець                                                          |
| 4               | Літвін Ольга Афанасіївна           | 03.11.2010            | вища    | член Партії регіонів                          | Лозовська спеціальна школа-інтернат І-ІІ ст., вчитель                          |
| 6               | Гулаков Микола Володимирович       | 03.11.2010            | середня | член Партії регіонів                          | тимчасово не працює                                                            |
| 7               | Вовченко Сергій Васильович         | 03.11.2010            | середня | член Партії регіонів                          | приватний підприємець                                                          |
| 10              | Черних Юрій Миколайович            | 03.11.2010            | вища    | член Партії регіонів                          | ПП «Варяг», директор                                                           |
| 11              | Куртсеітова Тетяна Віталіївна      | 03.11.2010            | середня | член Партії регіонів                          | КП «Кримське Карєруправління»                                                  |
| 12              | Медушевська Катерина Євгенівна     | 03.11.2010            | середня | член Партії регіонів                          | домогосподарка                                                                 |
| 17              | Мешалкін Валерій Михайлович        | 03.11.2010            | вища    | член Партії регіонів                          | пенсіонер                                                                      |
| 18              | Авраменко Ірина Юріївна            | 03.11.2010            | вища    | член Партії регіонів                          | приватний підприємець                                                          |
| 19              | Білоусенко Вікторія Юріївна        | 03.11.2010            | середня | член Партії регіонів                          | Добрівська сільська рада, паспортистка                                         |
| 20              | Чунгурова Олена Веніамінівна       | 03.11.2010            | вища    | член Партії регіонів                          | Добрівська сільська рада, заступник голови                                     |
| 21              | Білял Марат Рустемович             | 03.11.2010            | вища    | член Партії регіонів                          | тимчасово не працює                                                            |
| 23              | Балабанов Шота Азаійович           | 03.11.2010            | середня | член Партії регіонів                          | приватний підприємець                                                          |
| 25              | Степанов Володимир Вікторович      | 03.11.2010            | вища    | член Партії регіонів                          | приватний підприємець                                                          |
| 26              | Ванашов Геннадій Миколайович       | 03.11.2010            | середня | член Партії регіонів                          | приватний підприємець                                                          |
| 29              | Карін Микола Арсентійович          | 03.11.2010            | середня | член Партії регіонів                          | тимчасово не працює                                                            |
| 30              | Свирида Лідія Миколаївна           | 03.11.2010            | вища    | член Партії регіонів                          | підприємство «Спецрембуд», головний інженер                                    |
| 32              | Котовська Катерина Вікторівна      | 03.11.2010            | середня | член Партії регіонів                          | студентка                                                                      |
| 33              | Корнієнко Сергій Іванович          | 03.11.2010            | вища    | член Партії регіонів                          | Добрівська сільська рада, начальник КП УЖКП                                    |
| 34              | Недопекін Олександр Віталійович    | 03.11.2010            | вища    | член Партії регіонів                          | т/б Ангарський перевал, управляючій                                            |
| 36              | Хосонов Володимир Тембулатович     | 03.11.2010            | вища    | член Партії регіонів                          | комунальне підприємство житлово-комунального господарства «Городок», начальник |
| Самовисування   |                                    |                       |         |                                               |                                                                                |
| 1               | Куляба Едуард Васильович           | 03.11.2010            | середня | член Партії «Союз»                            | приватний підприємець                                                          |
| 5               | Сидорова Абіба Іскандарівна        | 03.11.2010            | вища    | член Всеукраїнського об'єднання «Батьківщина» | пенсіонер                                                                      |
| 8               | Погребов Анатолій Михайлович       | 03.11.2010            | вища    | позапартійний                                 | тимчасово не працює                                                            |
| 9               | Атаянц Сергій Арташевич            | 03.11.2010            | вища    | позапартійний                                 | пенсіонер                                                                      |
| 13              | Кадиров Мемет Ленурович            | 03.11.2010            | вища    | позапартійний                                 | Рескомнац, головний юрист                                                      |
| 14              | Алієва Айше Сумедляївна            | 03.11.2010            | середня | позапартійна                                  | домогосподарка                                                                 |
| 15              | Ібраімов Емір Якубович             | 03.11.2010            | середня | позапартійний                                 | тимчасово не працює                                                            |
| 16              | Абдулаєв Ібраєм Мустафаєвич        | 03.11.2010            | вища    | позапартійний                                 | тимчасово не працює                                                            |
| 22              | Сейтбекіров Рустем Іззетович       | 03.11.2010            | середня | позапартійний                                 | приватний підприємець                                                          |
| 24              | Влас Іван Костянтинович            | 03.11.2010            | середня | позапартійний                                 | зерносховище, слюсар                                                           |
| 27              | Балабанов Григорій Шотович         | 03.11.2010            | середня | позапартійний                                 | приватний підприємець                                                          |
| 28              | Кулібаба Максим Анатолійович       | 03.11.2010            | вища    | позапартійний                                 | гаражно-будівельний кооператив «Автомобіліст-Фотон», помічник голови правління |
| 31              | Остапчук Олександр Вікторович      | 03.11.2010            | вища    | позапартійний                                 | юридична консультация, адвокат                                                 |
| 35              | Шаульський Станіслав Володимирович | 03.11.2010            | вища    | член Партії регіонів                          | приватний підприємець                                                          |